# Guilherme Hay, 4.º Conde de Erroll
Guilherme Hay, 4.º Conde de Erroll (1470 - 9 de setembro de 1513), denominado Lorde Hay até 1507, foi um nobre e soldado escocês. Ele foi morto na Batalha de Flodden.

## Biografia
Guilherme Hay era filho de Guilherme Hay, 3.º Conde de Erroll. Ele tinha dupla linhagem real: seu avô, Guilherme Hay, 1.º Conde de Erroll foi um tataraneto do rei Roberto II da Escócia; e seu avô materno foi James I da Escócia.
Ele serviu como Lorde Alto Condestável da Escócia, um título hereditário que foi, depois do rei, o oficial supremo do exército escocês. Ele foi morto em 9 de setembro de 1513 na Batalha de Flodden, próximo de Branxton, Northumberland. Ele morreu ao lado de seu irmão mais novo, Thomas, o rei Jaime IV da Escócia e mais de uma dúzia de duques e condes em uma vitória inglesa decisiva.